# Ian Foote
Ian Maurice Davidson Foote (* 24. März 1933 in Glasgow; † 1. Dezember 1995) war ein schottischer Fußballschiedsrichter.

## Karriere
Ian Foote leitete in den 1970er und 1980er Jahren Spiele innerhalb der Scottish Football League, darunter in der Scottish Premier Division. Zudem leitete er in seiner Karriere als Schiedsrichter fünf Endspiele. Vier davon in Schottland darunter drei Pokalfinale und ein Ligapokalendspiel. International pfiff Foote das Hinspielfinale im UEFA-Pokal 1978/79 zwischen Roter Stern Belgrad und Borussia Mönchengladbach. Für die FIFA sowie UEFA pfiff Foote des Weiteren zahlreiche Spiele im Europapokal der Landesmeister und Pokalsieger. 1975 und 1977 war mindestens er zweimal in Länderspielen im Einsatz. Zweimal war dabei die Nationalmannschaft der DDR vertreten.
Im Hauptberuf arbeitete er als Teehändler in Glasgow. Foote starb im Jahr 1995 im Alter von 62 Jahren.